# Шиндзо Абе
Шиндзо Абе (на японски: 安倍 晋三, Abe Shinzō) е японски държавен и политически деятел, 90-и министър-председател на Япония през 2006 – 2007 година и 96-и министър-председател на Япония от 26 декември 2012 до 16 септември 2020 г., председател на Либерално-демократическата партия на Япония. Той е единственият след Шигеру Йошида, който заема този пост за втори път.
Абе е най-младият премиер на Япония за цялата ѝ история. Произхожда от известна в политическия свят фамилия. Дядо му по майчина линия – Нобусуке Киши, е министър-председател, а баща му Шинтаро Абе е министър на външните работи на Япония. През 1977 г. Шиндзо Абе завършва факултета по политология в Юридическия факултет на университета Сейкей. През същата година започва да изучава английски език, след което постъпва в Университета на Южна Калифорния (САЩ).
Политическата си кариера започва през 1982 г. като секретар на министъра на външните работи. Става член на Либерално-демократическата партия на Япония. От 1993 г. Абе е депутат в японския парламент. От 2000 г. Абе работи в правителството на Мори и Коидзуми. От 2003 до 2004 г. е генерален секретар на партията си. На 26 декември 2006 парламентът го утвърждава на поста министър-председател. В края на август 2020 г. подава оставка по здравословни причини.
На 8 юли 2022 е прострелян по време на предизборна реч в Нара. Няколко часа по-късно е обявено, че е починал в болница.